# 瓦倫西亞美術館
瓦倫西亞美術館是位於西班牙瓦倫西亞的一家美術館，成立於1913年，收藏有大約2,000件美術品，大多是14至17世紀的作品。博物館所在的建築是聖庇護五世宮，修建於17至18世紀。

## 外部連結
- Official website （页面存档备份，存于） （西班牙文）

39°28′44″N 0°22′16″W / 39.479°N 0.371°W